# Orquesta Los Bajip
La Orquesta Los Bajip fue un grupo musical originario de la isla de La Gomera que actuaba en verbenas y fiestas populares, interpretando temas propios y de otros autores, en su mayoría de los géneros musicales del pasodoble, la cumbia y del merengue.

## Historia
La orquesta nace en 1967 en Agulo, con el nombre de Los Bajip. El nombre de la orquesta lleva la inicial de los cinco hermanos fundadores Negrín Hernández. En sus inicios tocaban con bandurrias y guitarras españolas, posteriormente uno de sus componentes viaja a Tenerife para comprar instrumentos eléctricos. Tuvieron tanto éxito que llegaron a vender 500.000 copias originales, llegando a obtener un disco de oro. 
La orquesta finalizó sobre 1992, tras muchos años de éxitos, con canciones como Hola, hola, Viva Panamá o Mi linda señorita entre otros.